# Dalal al-Maghribi
Dalal al-Magribi (in arabo دلال المغربي‎?, Dalāl al-Maghribī; 1959 – 11 marzo 1978) è stata una terrorista palestinese di al-Fatḥ.
Partecipò al dirottamento di un autobus nel 1978, conclusosi con un pesante numero di vittime (35 morti, di cui 13 bambini, e 71 feriti). Dalāl al-Maghribī trovò la morte nel corso dell'operazione.
Nel 1978, dopo che i palestinesi avevano subito diversi attacchi da parte dell'esercito israeliano, che avevano coinvolto i campi profughi palestinesi in Libano, l'OLP decise di effettuare un'operazione che dimostrasse la capacità di  colpire Israele fin dentro la sua capitale di Tel Aviv. Tale operazione viene detta "Operazione Kamāl ʿAdwān" meglio conosciuta come il Massacro della Strada costiera.
Il suo cadavere è stato restituito 30 anni dopo alla sua famiglia in Libano, nel quadro di un accordo di scambio fra prigionieri di Hezbollah e d'Israele, realizzato il 17 luglio 2008.

## Biografia
Nata nel 1958 nel campo profughi di Sabra, all'interno di Beirut, da madre libanese e padre palestinese rifugiato da Giaffa in seguito all'istituzione dello Stato d'Israele nel 1948. Dalāl frequentò la scuola primaria e quella media in due strutture appartenenti all'UNRWA (United Nations Relief and Works Agency for Palestine Refugees in the Near East) destinate ai profughi palestinesi a Beirut.
Aderì al movimento  del Fatḥ mentre frequentava i corsi superiori nella scuola "Haifa" di Beirut, e cominciò a seguire corsi di addestramento para-militari, dimostrando grandi capacità operative.
Doveva sposarsi alla fine del 1978 ma, poco prima del matrimonio, fu ingaggiata per prender parte a incursioni, lungo la costa, nello Stato d'Israele. Fu probabilmente una mossa di propaganda, come dimostrazione del grado di laicità dell'organizzazione palestinese, per far mostra di essere aperti al contributo di entrambi i sessi, senza alcun discrimine di tipo religioso.
Prima di partire per condurre l'operazione militare lungo la costa, Dalāl lasciò una raccomandazione alla sua famiglia, nella quale chiedeva di essere sepolta nella terra della Palestina, rivolgendosi al popolo palestinese con le seguenti parole: "vi chiedo di non abbandonare la lotta armata contro il nemico sionista, di congelare i conflitti interni al movimento palestinese e di rafforzare la lotta contro Israele".

## OperazioneKamāl ʿAdwān
L'Operazione - nota nella stampa internazionale come Massacro della Strada costiera - ebbe dall'organizzazione guerrigliera palestinese al-Fatḥ il nome di Kamāl ʿAdwān, un leader terrorista ucciso, insieme a Kamal Nasser e al-Najjar, a Beirut da un commando israeliano comandato da Ehud Barak.
L'operazione fu studiata ed organizzata dal leader terrorista Abu Jihad e basata sullo sbarco su una spiaggia israeliana per impadronirsi di un veicolo, condurlo fino a Tel Aviv, e poi attaccare il palazzo della Knesset (o, secondo altre fonti, di un albergo di lusso per sequestrarvi gli ospiti, al fine di fare fallire i negoziati di pace tra Israele e Egitto allora in corso e forse di barattarli con prigionieri palestinesi degli israeliani).
Dalāl era stata selezionata come capo di un gruppo, formato da una decina di fedayyin. La squadra di Dalāl era una sezione del gruppo "Deyr Yassin".
Il poeta siriano Nizar Qabbani (نزار قباني), in un articolo dopo l'operazione, disse che Dalāl aveva "rifondato la repubblica palestinese" e proseguì: "Non è importante l'età di questa Repubblica, è importante che la bandiera palestinese sia stata alzata all'interno dei Territori palestinesi occupati, su una strada principale della Palestina lunga 95 km".
I versi del poeta si rivelarono però tragicamente di ben poco augurio, visto che la sanguinaria operazione capitanata dalla Dalāl scatenò direttamente la Guerra del Libano (1978).